# Тургут Озал
Тургут Озал (тур. Turgut Özal; Малатја, Турска, 13. октобар 1927 — Анкара, 17. април 1993) је био премијер (1983–89) и председник (1989–93) Турске.
После студија електромеханике, надгледао је програм електрификације Турске током 50-их и 60-их година XX века. Пошто је већину 70-их година провео као економиста Светске банке, изабран је за премијера 1983. као вођа своје Домовинске партије и поново је изабран 1987. године. Две године касније, убедио је парламент да га учини председником, што је била традиционално неполитичка функција, и искористио је тај положај за стицање важне улоге за Турску у рату у Персијском заливу (1990–91).